# Corinna olivacea
Corinna olivacea är en spindelart som beskrevs av Embrik Strand 1906. Corinna olivacea ingår i släktet Corinna och familjen flinkspindlar.
Artens utbredningsområde är Etiopien. Inga underarter finns listade i Catalogue of Life.